# Bosco Wong
Bosco Wong (Hongkong, 13 december 1980) is een Chinese TVB-acteur. Hij speelt voornamelijk in TVB-series. In 1998 werd hij door een talentenzoeker gevonden en maakte hij zijn eerste reclame voor ijsthee. In 2003 werd hij bekend door zijn hoofdrol in de TVB-serie Aqua Heroes. Bosco woont heden met zijn moeder en honden. Bosco heeft veel fans in binnen- en buitenland. Bosco komt vaak over als een beetje vrouwelijk en een beetje sullig.
Hij heeft de beginliederen van de volgende series gezongen: Wars of In-Laws (met Liza Wang en Myolie Wu), Au Revoir Shanghai, The Price of Greed, Devil's Disciples (met Kevin Cheng) en Wars of In-Laws II (met Myolie Wu). Het eindlied van de serie Dicey Business is ook door Bosco gezongen.	

## Filmografie

### 2000
- Lost In Love
- At the Threshold of an Era II

### 2001
- The Awakening Story

### 2002
- Slim Chances
- Burning Flame II

### 2003
- Aqua Heroes
- Find the Light
- Triumph in the Skies

### 2004
- To Love with No Regrets
- The Last Breakthrough
- Wong Fei Hung - Master of Kung Fu

### 2005
- Wars of In-Laws
- Life Made Simple

### 2006
- Lethal Weapons of Love and Passion
- Under the Canopy of Love
- Au Revoir Shanghai
- Dicey Business
- The Price of Greed

### 2007
- Heart of Greed
- Devil's Disciples

### 2008
- Wars of In-Laws II
- The Seventh Day
- Moonlight Resonance
- The Gem Of Life
- Burning Flame III